# Roc del Boc
El Roc del Boc és una muntanya de 2.772,7 m alt situada en un contrafort nord de l'eix de la serralada principal dels Pirineus, entre els termes comunals de Fontpedrosa i de Planès, tots dos de la comarca del Conflent.
Està situada a la zona sud-occidental del terme de Fontpedrosa i a la sud-oriental del terme de Planès. És al nord-est de la Torre d'Eina i al sud del Serrat de les Esques i del Pic de l'Orri.
Com la major part de cims i colls dels entorns, és escenari freqüent de rutes excursionistes per aquesta zona dels Pirineus. La cresta entre el Roc del Boc i el Pic de l'Orri té un pas de tercer grau, el Pas del Violoncel, que està equipat amb anella per a fer ràpel en cas que es vulgui baixar pel mateix camí d'ascensió. Aquests rutes solen incloure o bé el Pic de l'Orri, o bé l'Estany de Planès.
Aquest cim està inclòs al llistat dels 100 cims de la FEEC